# جامعة دلفت للتقانة
جامعة دلفت للتقانة (بالهولندية: Technische Universiteit Delft) (تعرف أيضاً باسم TU Delft) هي أكبر وأقدم جامعة متخصصة في التقانة في هولندا. تضم ثماني كليات وعدد من معاهد البحوث. وبها أكثر من 16000 طالب و2600 عالما بينهم أكثر من 200 أستاذ، وحوالي 2000 طالب دكتوراه.
أسسها الملك فيليم الثاني ملك هولندا في يناير 1842 بوصفها أكاديمية ملكية، والغرض الرئيسي منها كان تدريب موظفي الخدمة المدنية في شركة الهند الشرقية الهولندية.
توسعت أكاديمية توسعًا سريعًا وتطورت مناهجها وأساليبها، وأصبحت لأول مرة مدرسة متعددة التقنيات عام 1864 ثم معهدًا للتقانة عام 1905 ثم حصلت على الحقوق الكاملة في أن تكون جامعة عام 1986.
عمل في هذه الجامعة عدد من الحاصلين على جائزة نوبل منهم ياكوبوس فان تهوف وهايكه أونيس وسيمون فان در مير.

## طالع أيضًا
- جامعة آيندهوفن للتكنولوجيا

## وصلات خارجية
- الموقع الرسمي